# سیف‌الله عبدالکریمی
سیف‌الله عبدالکریمی (فروردین ۱۳۲۱ در لنگرود - ۷ تیر ۱۳۶۰ در تهران) نماینده لنگرود در دوره اول مجلس شورای اسلامی بود.وی در حادثه تروریستی گروه مجاهدین خلق در ۷ تیر ۱۳۶۰ در دفتر حزب جمهوری اسلامی به شهادت رسید.